# Jacobus Johannes Venter
Jacobus Johannes Venter (ur. 1814, zm. 1889) – burski polityk, deputowany do orańskiego parlamentu (Volksraad), członek komisji tymczasowej w 1855 roku oraz tymczasowy prezydent Oranii w latach 1859–1860 oraz 1863–1864.
Na jego cześć nazwano w Republice Południowej Afryki cztery miasta, Ventersdorp, Venterstad, Venterspos i Ventershoop.